# Armbrustspitze
Die Armbrustspitze ist ein 1290 m hoher Berg in der Mountaineer Range des ostantarktischen Viktorialands. Sie ragt östlich des Dessent Ridge zwischen der Schwarzen Spinne im Norden, dem Kreuzkamm im Süden, dem Damaskegletscher im Osten und dem Browngletscher im Westen auf.
Wissenschaftler der deutschen Expedition GANOVEX III (1982–1983) nahmen die deskriptive Benennung vor.